# The headmaster ritual
The headmaster ritual is een single van de Britse alternatieve rockgroep The Smiths en het openingsnummer van het studioalbum Meat is murder uit 1985.
Het lied verscheen aanvankelijk enkel in Nederland op single, waar het nummer in de Tipparade bleef steken. In 1988 verscheen ook een Britse single, maar omdat de op de hoes gefotografeerde loterijwinnares Viv Nicholson als Jehova's getuige problemen had met de liedtekst "spineless bastards" ("laffe schoften")  werd het merendeel van de 5000 exemplaren uit de schappen gehaald.

## Achtergrond
De tekst van The headmaster ritual werd geschreven door zanger Morrissey en verwerkt zijn traumatische ervaringen als schooljongen op St. Mary's Secondary Modern in Stretford, die hij zelf beschreef als "emotionele sodomie". Het educatiecomité van Manchester probeerde vergeefs het nummer uit Manchester te weren en het desbetreffende schoolhoofd ontkende op de lokale radio dat Morrissey op school werd geslagen.
De basis van de gitaarpartij werd in 1983 gelegd door gitarist Johnny Marr en het duurde nog een jaar voordat de compositie werd afgerond. De coupletten werden geïnspireerd door het gitaarspel van George Harrison op The Beatles' I Feel Fine.
The headmaster ritual werd in 2007 gecoverd door Radiohead als onderdeel van een webcast.

## Nummers
Alle muziek en teksten zijn geschreven door Morrissey en Johnny Marr. 
| Nr. | Titel                 | Duur |
| --- | --------------------- | ---- |
| 1.  | The headmaster ritual | 4:52 |
| 2.  | Nowhere fast          | 2:31 |
| 3.  | Stretch out and wait  | 2:49 |
| 4.  | Shakespeare's sister  | 2:12 |
| 5.  | Meat is murder        | 5:34 |

| Nr. | Titel                 | Duur |
| --- | --------------------- | ---- |
| 1.  | The headmaster ritual | 4:52 |
| 2.  | Nowhere fast          | 2:31 |
| 3.  | Stretch out and wait  | 2:49 |
| 4.  | Meat is murder        | 5:34 |

## Bezetting
- Morrissey - zang
- Johnny Marr - gitaar
- Andy Rourke - basgitaar
- Mike Joyce - drumstel